# Prefectura apostólica de Weihai
La prefectura apostólica de Weihai o de Weihaiwei (en latín: Praefectura Apostolica Veihaiveiensis, en inglés: Apostolic Prefecture of Weihaiwei y en chino: 天主教威海卫监牧区) es una circunscripción eclesiástica de la Iglesia católica en China. Se trata de una prefectura apostólica latina, inmediatamente sujeta a la Santa Sede. Desde 1983 es sede vacante. Luego de renombrarla diócesis de Weihai, la Asociación Patriótica Católica China la fusionó en 2004 a la diócesis de Yantai, sin el asentimiento de la Santa Sede.

## Territorio y organización
La prefectura apostólica extiende su jurisdicción sobre los fieles católicos de rito latino residentes en parte de la provincia de Shandong.
La sede de la prefectura apostólica se encuentra en la ciudad de Weihai (llamada Weihaiwei hasta 1949), aunque la diócesis patriótica de Yantai tiene sede en la ciudad de Yantai, en donde se halla la Catedral de María Auxiliadora.
En 1950 en la prefectura apostólica no se informó la existencia de parroquias.

## Historia
Weihaiwei fue gobernado por el Reino Unido desde el 1 de julio de 1898 hasta el 1 de octubre de 1930 bajo un acuerdo de arrendamiento con el Imperio chino. 
La misión sui iuris de Weihaiwei (Weihai) fue erigida el 18 de junio de 1931 con el breve Litteris Apostolicis del papa Pío XI, obteniendo el territorio del vicariato apostólico de Zhifou (hoy diócesis de Yantai).
El 9 de febrero de 1938 la misión sui iuris fue elevada al rango de prefectura apostólica con la bula Merito ad maiorem del papa Pío XI.
Weihaiwei estuvo ocupada por los japoneses desde 1938 hasta 1945, tras cuya retirada quedó en manos del Partido Comunista de China, que se impuso en la guerra civil y proclamó la República Popular China el 1 de octubre de 1949. El 4 de septiembre de 1951 China comunista expulsó al nuncio apostólico Antonio Riberi y la Santa Sede continuó reconociendo a la República de China en Taiwán como el legítimo gobierno chino. Todos los misioneros extranjeros fueron expulsados de China comunista desde 1952, entre ellos el presbítero francés Edward Gabriel Quint, prefecto apostólico de Weihaiwei, que previamente fue encarcelado en Shanghái en 1951. Fue expulsado en 1954 y fue a Taiwán, en donde murió de enfermedad en 1994.
La Asociación Patriótica Católica China fue creada con el apoyo de la Oficina de Asuntos Religiosos de la República Popular de China en 1957, con el objetivo de controlar las actividades de los católicos en China. Su nombre público es Iglesia católica china y es referida como la "Iglesia oficial" en contraposición a la "Iglesia subterránea" o "Iglesia clandestina" leal a la Santa Sede.
En el período de 1966 a 1976 la Revolución Cultural se ensañó especialmente contra la religión, destruyéndose numerosas iglesias y cesaron todas las actividades religiosas en la diócesis. A principios de la década de 1980 la diócesis reanudó sus operaciones.
Luego de renombrarla diócesis de Weihai, la Asociación Patriótica Católica China la fusionó en 2004 a la diócesis de Yantai, sin el asentimiento de la Santa Sede.
El 22 de septiembre de 2018 se firmó en Pekín el Acuerdo provisional entre la Santa Sede y la República Popular de China sobre el nombramiento de los obispos. El 22 de octubre de 2020 el acuerdo fue prorrogado por otros dos años y en octubre de 2022 por otros dos años más.
Debido a la situación particular de la Iglesia católica en China, la Santa Sede no nombra obispos para las diócesis chinas, que son sedes oficialmente vacantes incluso en presencia de obispos reconocidos por Roma.

## Estadísticas
Según el Anuario Pontificio 1951 la prefectura apostólica tenía a fines de 1950 un total de 4150 fieles bautizados.
| Año                                                                             | Población            | Población | Población      | Sacerdotes | Sacerdotes    | Sacerdotes    | Bautizados por sacerdote | Diáconos permanentes | Religiosos | Religiosos | Parroquias |
| Año                                                                             | Bautizados católicos | Total     | % de católicos | Total      | Clero secular | Clero regular | Bautizados por sacerdote | Diáconos permanentes | Varones    | Mujeres    | Parroquias |
| ------------------------------------------------------------------------------- | -------------------- | --------- | -------------- | ---------- | ------------- | ------------- | ------------------------ | -------------------- | ---------- | ---------- | ---------- |
| 1950                                                                            | 4150                 | 3 000     | 0.1            | 6          |               | 6             | 691                      |                      |            | 2          |            |
| Fuente: Catholic-Hierarchy, que a su vez toma los datos del Anuario Pontificio. |                      |           |                |            |               |               |                          |                      |            |            |            |

## Episcopologio
- Louis Prosper Durand, O.F.M. † (29 de enero de 1932-14 de junio de 1938 nombrado obispo titular de Sebela)
- Cesaire Stern, O.F.M. † (2 de junio de 1939-28 de marzo de 1949 renunció)
- Edward Gabriel Quint, O.F.M. † (27 de enero de 1950-1983 falleció)